# 아카부치역
아카부치역(일본어: 赤渕駅)은 일본 이와테현 이와테군 시즈쿠이시정에 위치한 동일본 여객철도 다자와코 선의 철도역이다. 섬식 승강장 1면 2선의 구조를 갖춘 지상역이다.

## 타는 곳
| 1 | ■ 다자와코 선 | 하행 | 다자와코 · 오마가리 방면                |
| 1 | ■ 다자와코 선 | 상행 | 시즈쿠이시 · 모리오카 방면 (당 역 시발) |
| 2 | ■ 다자와코 선 | 상행 | 시즈쿠이시 · 모리오카 방면              |

## 역 주변
- 국도 제46호선
- 구니미 온천

## 역사
- 1964년 9월 10일 : 개업. 개업 때는 하시바 선의 종착역이었음.
- 1966년 10월 20일 : 하시바 선은 다자와코 선으로 개칭, 이 선의 중간역으로 전환.
- 1987년 4월 1일 : 일본국유철도 분할 민영화에 의해, 동일본 여객철도가 승계.

## 인접 역
| 동일본 여객철도 다자와코 선 | 동일본 여객철도 다자와코 선 | 동일본 여객철도 다자와코 선 |
| --------------------------- | --------------------------- | --------------------------- |
| 하루키바 모리오카 방면      | ■ 다자와코 선               | 다자와코 오마가리 방면      |